# Fossarus
Fossarus là một chi ốc biển, là động vật thân mềm chân bụng sống ở biển trong họ Planaxidae.

## Các loài
Các loài trong chi Fossarus gồm có:
- Fossarus ambiguus (Linnaeus, 1758)[3]
- Fossarus bellus Dall, 1889[4]
- Fossarus compactus Dall, 1889[5]
- Fossarus elegans Verrill & Smith, 1882[6]
- Fossarus erythraoensis [7]
- Fossarus lamellosus Mountrouzier[8]
- Fossarus macmurdensis (Hedley, 1911)[9]
- Fossarus orbignyi P. Fischer, 1864[10]